# Hans Bungards
Hans Bungards (1 de Julho de 1917 — 28 de Abril de 1945) foi um comandante de U-Boot que serviu na Kriegsmarine durante a Segunda Guerra Mundial.